# Pezicula sporulosa
Pezicula sporulosa är en svampart som beskrevs av Verkley 1999. Pezicula sporulosa ingår i släktet Pezicula och familjen Dermateaceae.   Inga underarter finns listade i Catalogue of Life.